# Les Grands Malheurs
Les Grands Malheurs est un roman de l'écrivain Bernard Clavel publié en 2005 qu'il a écrit entre les années 2000 et 2003 (Saint-Cyr sur Loire, novembre 2000 – La Courbatière, 29 octobre 2005).

## Introduction et présentation
Dans ce roman, Bernard Clavel nous invite à un parcours initiatique sur les lieux de sa jeunesse : Lons-le-Saunier sa ville natale, Dole la ville de sa mère et ses durs débuts dans la vie active, où débute son cycle ‘La grande patience’, les villages dans les alentours de Lons, Voiteur, Domblans, Arbois et la maison de Pasteur … Il nous emmène dans un milieu de vignerons qui produisent ce vin si particulier du Jura, le vin jaune, qu’il connaît et apprécie particulièrement, lui qui a vécu plusieurs années à Château-Chalon, la ‘capitale’ du vin jaune.

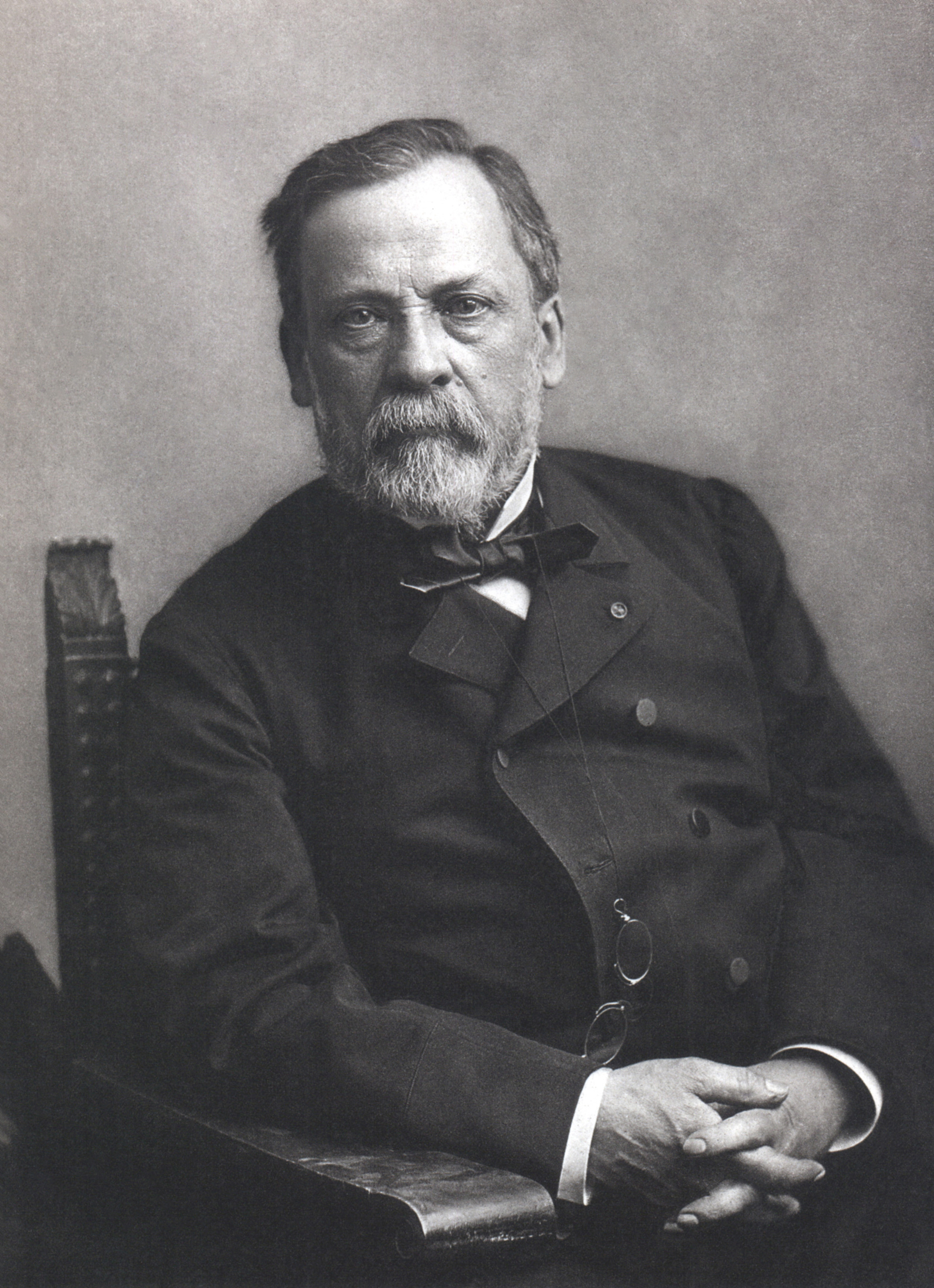
Pasteur

Les Grands malheurs, ce roman de mémoire retrace, de la Grande Guerre jusqu’à l’année 2003, l’histoire d’une famille jurassienne en butte à la violence et aux contradictions de son époque. Le héros Eugène Roissard rappelle Roissiat, le nom de ce hameau où j’écris ces lignes et où l’on peut distinguer à quelques centaines de mètres, au-delà de la petite combe qui sépare les deux hameaux, les fûts des cèdres du parc de sa maison au pied de la colline du Chevalet, où il a écrit ce roman.
« Rage d’impuissance » écrit-il à propos de la violence et de la guerre, « je suis un vieil homme habité par la guerre. Chaque fois que j’ai cru l’avoir distancée, un événement est survenu qui l’a lancée à mes trousses… » Le commentaire de l'image placée en titre est à cet égard exemplaire : « l'extraordinaire capacité destructrice de l'arme nucléaire rend impossibles car insoutenables les guerres paroxystiques entre puissances comme par le passé, elle remodèle à elle seule les lois de la guerre. »
Et malgré ce cri de colère demeure toujours l’espoir indicible, chevillé au corps, qu’il nous lègue à travers cette citation de Louis Pasteur, le dolois, qu’il a placée en exergue : « Je suis un homme qui croit invinciblement que la science et la paix triompheront de l’ignorance et de la guerre, que l’avenir appartiendra à ceux qui auront le plus fait pour l’humanité souffrante. »
Sa façon à lui de nous offrir sa part d’humanité.

## Avant-propos
« 6 février 2002 : Je suis un vieil homme habité par la guerre », constate Bernard Clavel. « La garce me poursuit où que j’aille et quoi que je fasse. » Il sait qu’il ne parviendra jamais à s’en débarrasser. Les souvenirs sont là qui l’assaillent, et ce livre est aussi une façon de s’exprimer, de se vider des images du passé comme il l’avait déjà fait pour son dur apprentissage à Dole dans La Maison des autres. Avec ce roman, il nous invite à traverser les deux guerres mondiales à travers l’histoire de la famille Roissard. Il sait désormais « qu’on n’apprivoise pas la guerre ».
« 10 avril 2003 : Je suis aujourd’hui un vieil homme habité par la peur. » Peur de la guerre et peur de la mort. Comme il y a déjà longtemps dans son livre Le Massacre des innocents, il écrit : « Je pense sans cesse à ces millions d’innocents qu’on s’acharne à estropier ou à tuer. » Et il ajoute : « Toutes les guerres sont des crimes contre l’humanité. »

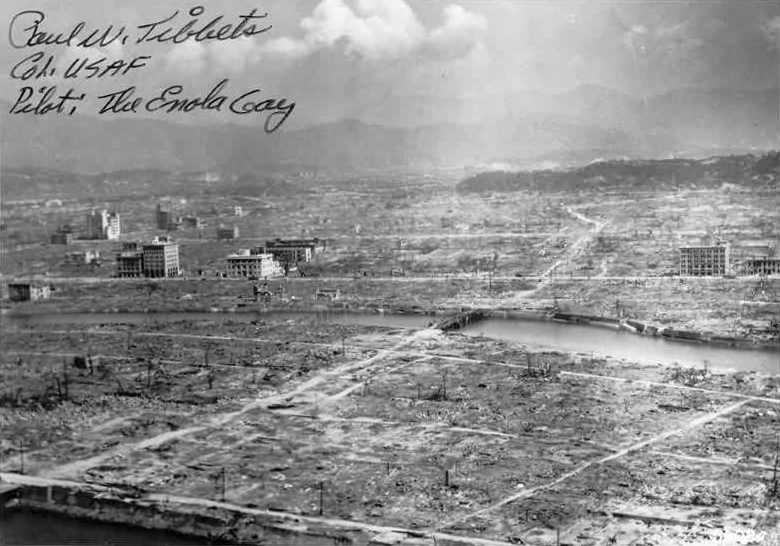
Hiroshima après l'attaque

Dans ce roman, il veut faire revivre ceux qui lui sont chers, qui pour lui sont toujours vivants. Il a une pensée particulière pour « ceux qui vivaient à l’ombre du ginkgo biloba d’Hiroshima jusqu’au 6 août 1945 ».
C’est ce dernier cri qu’il va reprendre dans un autre avant-propos qu’il a intitulé La Peur et la Honte, introduction au livre de l’écrivain japonais Nakazawa Keiji J’avais six ans à Hiroshima le 6 août 1945, 8 h 15.

## Contenu et résumé

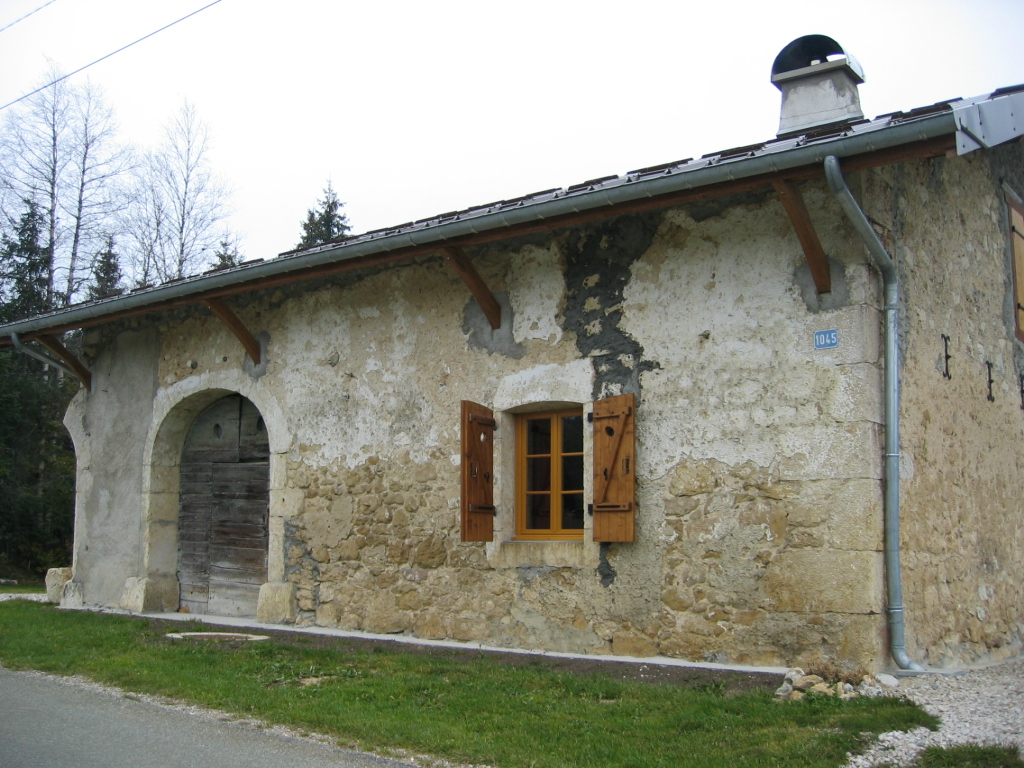
Maison jurassienne

D’une guerre à l’autre, les dates vont s’égrainer comme autant de rappels.
Pendant les terribles années 1914-1918, la vie à l’arrière est prise entre misère, réquisitions et peur constante pour ceux qui sont au front, ces courriers redoutés qui annoncent le pire. Et justement, sur le front, les choses tournent mal car, par amitié, le bon soldat, le caporal Arthur Dufrène devient déserteur et fait prisonnier par les Allemands. Il devient la honte de la famille, le chagrin de sa mère et de sa sœur Noémie.
Après la guerre, les choses se compliquent : Arthur Dufrène doit rester en Allemagne, se marie avec Renata, la fille des fermiers où il était prisonnier, qui lui donne un fils Rudy. Il trouve du travail dans la Ruhr dans une mine de charbon près d’Essen, où il conduit des wagons de  charbon avec  son cheval. Dans le Jura aussi, la vie continue. Sa mère est morte et sa Sœur Noémie s’est mariée avec Eugène Roissard, un vigneron de la région de Lons-le-Saunier qui produit un vin jaune réputé et avec qui elle a eu un fils Xavier en 1923.
Peu à peu, la guerre s'est éloignée et dans ce Revermont jurassien au-dessus de Lons-le-Saunier, la vie quotidienne s'écoule lentement au rythme du travail de la vigne et des vendanges. Mais cette guerre qui a tant marqué les esprits est toujours présente à travers les commémorations, les rituels qui rappellent sacrifice d'une génération. Xavier grandit et son père a même obtenu une médaille pour la qualité de son vin jaune. Il emmène son fils à Lyon où le cousin Marcel tient un bistrot avec sa femme Mathilde au 92 du cours Gambetta. Ils sillonnent les rues du quartier de la Croix-Rousse à la recherche de Ponard, un vieil ami du temps de la guerre. Épisode biographique que Bernard Clavel a déjà relaté et qu'il reprend ici sans grandes modifications.
Début 1934. La guerre se joue à l'intérieur du pays : crise du 6 février 1934, bagarres terribles dans de nombreuses villes entre communistes, Croix-de-Feu et gardes républicains. La haine déferle sur la France. Même les enfants pensent à la revanche, voient ans la guerre un moment d'exaltation et de communion collective. L'instituteur monsieur Richardon se pose avec appréhension cette question : « Comment enseigner la morale à des enfants qui voient ce monde se dégrader ? »

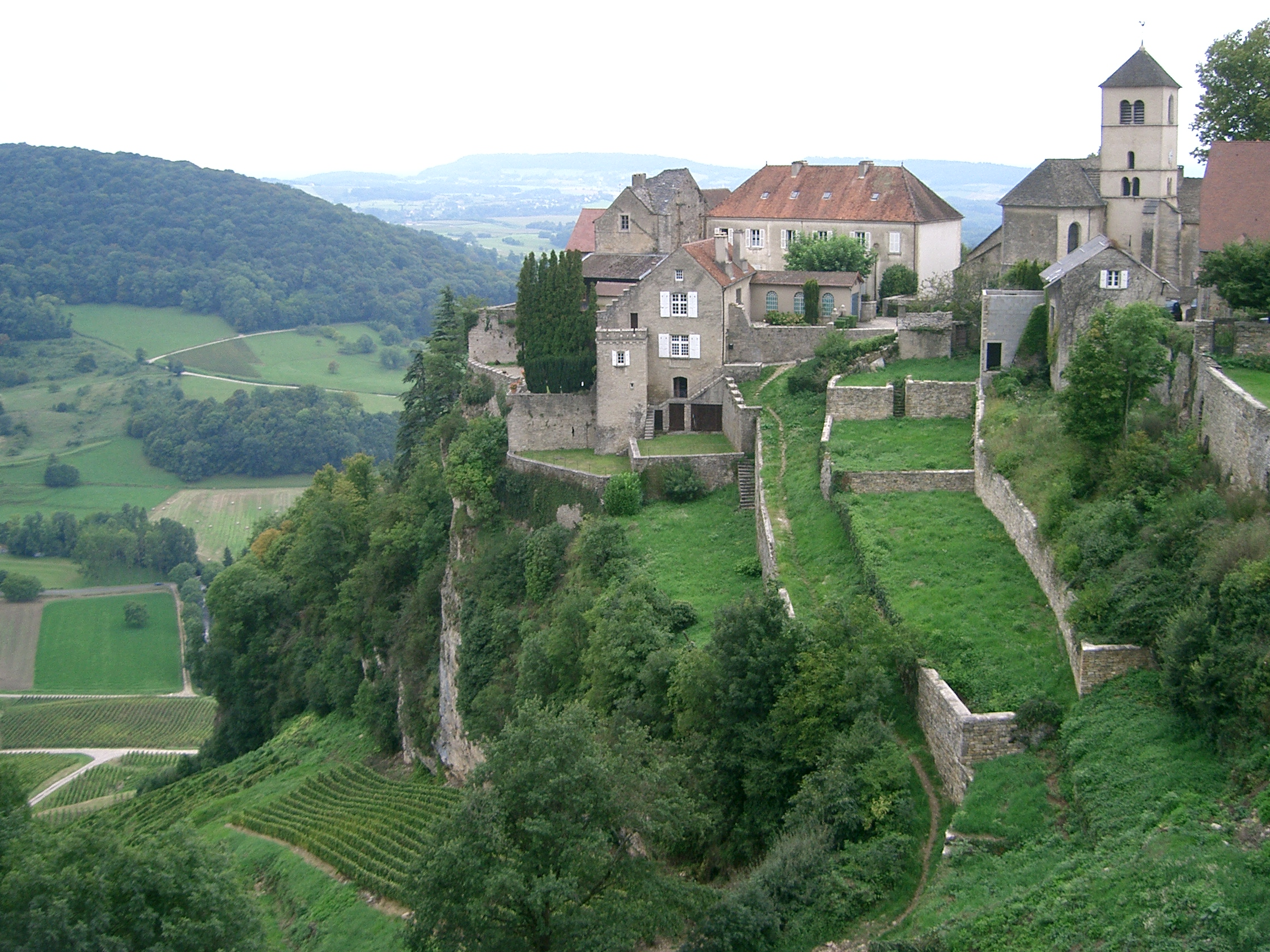
Vue de Château-Chalon

Arthur Dufrène le déserteur, personne n'en parle mais beaucoup savent dans le village, même Xavier auquel Marcel a confié qu'il avait là-bas, quelque part en Allemagne, un cousin prénommé Rudy. Malgré la grande exposition de 1937 que Xavier visite avec Marcel et son ami Ravier, les temps ne sont pas à l'optimisme et la récente démission de Léon Blum n'augure rien de bon. Les passions se cristallisent entre les tenants de l'ordre et ceux qui regardent plutôt vers Moscou. Pour prendre du recul, il faut comme l'instituteur aller « méditer en haut d'une falaise en contemplant le spectacle du couchant… »
Septembre 1939- « Cette fois, ça y est. Ce que j'ai tant et tant redouté, » note l'instituteur, désespéré. Déjà à travers la défaite apparaît la fracture entre ceux qui renoncent, s'en remettent au maréchal Pétain, et ceux qui n'acceptent pas.
Dans ce portrait d'Eugène Roissard, coléreux et figé sur son passé, dans ses certitudes, se profil l'ombre de son propre père, dans celui de Xavier, on reconnaît ce fils qui ne s'entend plus avec son père et veut partir, s'éloigner de ses parents, comme dans son roman autobiographique Celui qi voulait voir la mer ou comme jacques Fortier, le héros de son roman Le Silence des armes qui lui aussi a fui ce village de Château-Chalon près de Lons-le-Saunier, où Bernard Clavel a vécu plusieurs années. « La terre, Xavier, tente de le raisonner monsieur David un voisin, quand on y est né et qu'on a des parents vignerons, il faut savoir lui rester fidèle. »
Dans le Jura comme partout en France, sévissent les réquisitions, le marché noir et les arrivistes de tous acabits; beaucoup de Français ne pensent qu'au ravitaillement.
«Xavier» n’est pas resté longtemps à Lyon chez Maurice et Mathilde. Sa mère, sa terre lui manquent trop. Comme dit monsieur Richardon : « il y a une fidélité à la terre qui est ce que les hommes ont de plus précieux à conserver ». Il a repris place aux côtés du père, apportant tous ses soins à une vigne exigeante  qui le récompense de ses efforts par ce vin jaune inimitable que son père sait si bien vignifier. Comme au temps de l’Affaire Dreyfus, la haine creuse des fossés dans les familles, y sème la discorde comme chez les Bordelier ou les Roissard.

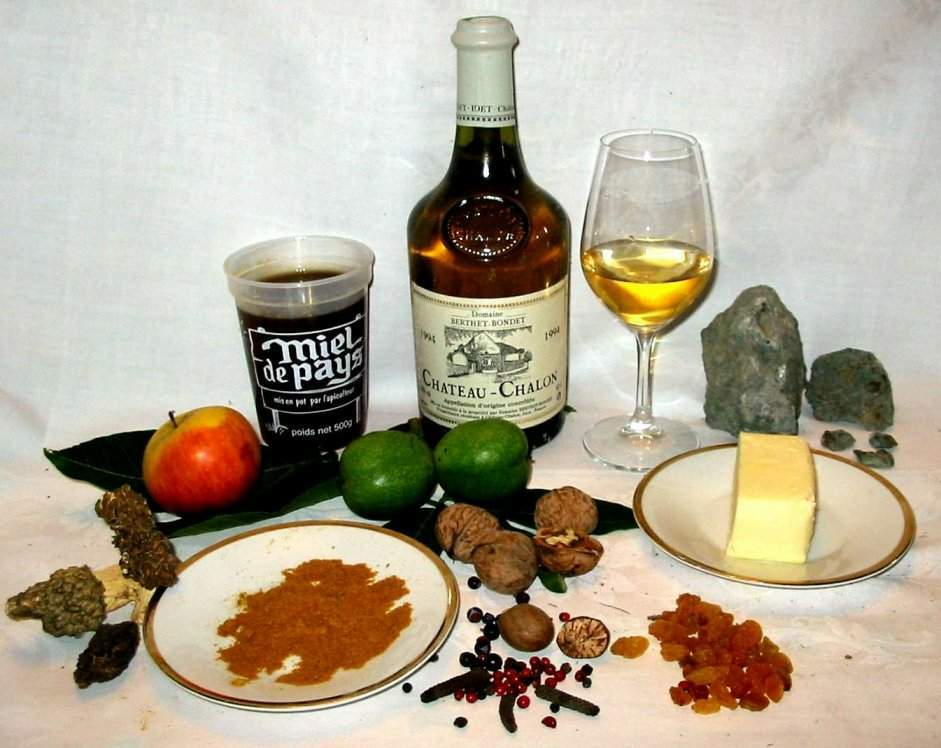
Vin jaune

Été 1944. Le STO sonne le temps des Maquis. Pour éviter d’être envoyés en Allemagne, les jeunes rejoignent en masse les réseaux de la Résistance que Xavier finit lui aussi par rejoindre. Lors de l’attaque prématurée de Lons-le-Saunier par la Résistance, vient alors le temps  des grands malheurs : beaucoup de morts pour si peu de résultats. Les semaines précédant la Libération sont terribles. Au village, la retraite allemande tourne au drame : les SS tuent Eugène et Noémie Roissard puis brûlent leur ferme, Xavier est pris et envoyé à Buchenwald d’où il échappera d’extrême justesse à la mort.
Été 1964. La guerre est désormais bien loin et beaucoup de plaies se sont peu à peu cicatrisées. Mais les souvenirs restent toujours aussi douloureux. Xavier a repris la ferme, continuant la tradition du vin jaune, et s’est marié avec Jeanne Blanchard, une fille du pays. Avec Marcel et sa tante Renata venue d’Essen, il est allé sur la tombe de Rudy, son cousin allemand tué en Normandie. Même si la guerre a quitté l’Europe, elle sévit toujours quelque part dans le monde et continue de hanter l’esprit de Xavier. Il monte parfois le long du chemin de pierre voir les noms des morts qu’il a gravés dans la pierre.
2002-2003. Xavier frise maintenant les 80 ans ; il est tout perclus de rhumatismes. La radio lui apporte toute la violence, tous les bruits de bottes qui résonnent ici ou là.  En cette année 2003, c’est une grande sécheresse qui met Xavier en rage. Mais ce qu’il ne peut plus supporter, c’est cette violence omniprésente qui submerge le monde. Il tempête contre les marchands de canons, cause de tout. La guerre, cette lui colle à la peau, s’agrippe à lui comme une teigne. Contemplant ses vignes, il a cette réflexion : « Quand on a subi ce que j’ai subi, toutes les années sans guerre sont de bonnes années. »